# Lorenzo Marcello
Pour les articles homonymes, voir Lorenzo Marcello (homonymie).
Lorenzo Marcello (Venise, 19 septembre 1603 - Dardanelles, 26 juin 1656) est un amiral et homme politique vénitien.

## Biographie
Lorenzo Marcello a combattu la marine papale en 1642-1644 et a  participé à la guerre turco-vénitienne. En septembre 1655, il succède à Francesco Morosini comme capitaine général de la mer et a dirigé en juin 1656 la flotte vénitienne et maltaise dans les Dardanelles . Bien qu'il ait perdu la vie pendant la bataille, il a permis la plus grande victoire vénitienne depuis la bataille de Lépante.

## Distinctions honorifiques
Le nom Lorenzo Marcello a été donné à deux bateaux italiens : un croiseur (1 413 tonnes) construit dans les années 1920 et coulé en 1943 et un sous-marin de la classe Marcello, lancé le 20 novembre 1937 et coulé le 22 février 1941.